# Aleucanitis langi
Aleucanitis langi är en fjärilsart som beskrevs av Nicolas Grigorevich Erschoff 1874. Aleucanitis langi ingår i släktet Aleucanitis och familjen nattflyn. Inga underarter finns listade i Catalogue of Life.